# ТЕС Феррера-Ербоньоне
ТЕС Феррера-Ербоньоне — теплова електростанція на півночі Італії у регіоні Ломбардія, провінція Павія. Споруджена з використанням технології комбінованого парогазового циклу.
Введена в експлуатацію у 2004 році, станція має три енергоблоки загальною потужністю 1030 МВт. Однотипні блоки 1 та 2 з показником по 390 МВт мають по одній газовій турбіні потужністю 250 МВт, яка через котел-утилізатор живить одну парову турбіну з показником 130 МВт. Для блока № 3 з номінальною потужністю 250 МВт показники потужності газової та парової турбін становлять 170 та 88 МВт відповідно. Загальна паливна ефективність ТЕС при виробництві електроенергії складає 56,2 %. Крім того, вона може постачати теплову енергію для потреб промисловості.
Блоки 1 та 2 використовують природний газ. Водночас блок № 3 розрахований на спалювання суміші природного газу та синтез-газу, котрий отримують шляхом газифікації важких залишків нафтопереробки на сусідньому НПЗ Sannazzaro de Burgondi.
Для видалення продуктів згоряння із котлів-утилізаторів споруджені димарі висотою по 80 метрів.
Зв'язок з енергомережею відбувається по ЛЕП, розрахованій на роботу із напругою 380 кВ.